# Maria Lenk
Maria Emma Hulda Lenk Zigler (San Paolo, 15 gennaio 1915 – Rio de Janeiro, 16 aprile 2007) è stata una nuotatrice brasiliana.
Fu la prima donna sudamericana a partecipare ai Giochi olimpici, nonché una pioniera dello stile farfalla.

## Biografia
Figlia di immigrati tedeschi, a diciassette anni Maria Lenk prese parte alle Olimpiadi del 1932 a Los Angeles. Era la prima volta che una donna sudamericana partecipava ai Giochi olimpici. Gareggiò nei 200 m rana (dove arrivò in semifinale), nei 100 m stile libero e nei 100 m dorso. Anche la sorella Sieglinda Zigler fu nuotatrice olimpica.
Maria Lenk fu presente anche ai successivi Giochi di Berlino nel 1936. In quell'occasione nuotò usando uno stile nuovo, la farfalla, che fino ad allora era stato utilizzato soltanto dagli uomini. Si ritiene che Maria Lenk sia stata la prima donna al mondo a gareggiare a farfalla.
Nel 1939 Maria Lenk stabilì il record del mondo sui 100 m e 200 m farfalla. Lo scoppio della seconda guerra mondiale impedì lo svolgimento delle Olimpiadi del 1940, dove Maria Lenk sarebbe stata una delle favorite. Continuò comunque a gareggiare. Nel 1942 fece una tournée in venti città degli Stati Uniti con una squadra sudamericana di nuoto, di cui era l'attrazione principale, essendo l'unica donna. Durante la tournée stabilì dodici primati americani.
Laureatasi in educazione fisica allo Springfield College, diventò professoressa presso l'Università Federale di Rio de Janeiro e fu la prima donna ad entrare nel consiglio brasiliano per lo sport.
Nel 1988 è stata inserita nella International Swimming Hall of Fame, la Hall of Fame internazionale del nuoto.
Fino al 2003 ha gareggiato nei campionati masters di nuoto.